# 扎帕德諾耶湖
扎帕德諾耶湖（英語：Zapadnoye Lake），是南極洲的湖泊，位於毛德皇后地的阿斯特里德公主海岸，處於席爾馬赫山西端附近，長0.8公里，在1961年由蘇聯探險隊繪入地圖，現時由南極條約體系管理。